# Lypha nivalis
Lypha nivalis là một loài ruồi trong họ Tachinidae.